# سرفايفر سيريس (2015)
سرفايفر سيريس وهو المهرجان رقم 29 من سلسلة مهرجانات سرفايفر سيريس التي تقدمها الدبليو دبليو أي كان المهرجان في 22 نوفمبر 2015 مدينة أتلانتا بولاية جورجيا، وصادف في هذا المهرجان مرور 25 سنة للأندرتيكر منذ ظهوره لأول مره في اتحاد الدبليو دبليو أي.

## تهديد داعش
أصدرت مجموعة أنونيموس العالمية اليوم تقرير ضمن حملتهم الجديدة”Operation Paris” للإطاحة بتنظيم داعش، هذا التقرير ذكر وجود احتمال لمهاجة داعش لمقر مهرجان سيرفايفور سيريز غدا في قاعة “Philips Arena” في مدينة أتلانتا.
مجموعة الهاكرز أنونيموس ذكروا بأنهم وجدوا تهديدات موجهة لهذا العرض لكن الأمر ليس مؤكد 100%.
==

## روابط خارجية
- الموقع الرسمي

- سرفايفر سيريس على موقع IMDb (الإنجليزية)
- سرفايفر سيريس على موقع قاعدة بيانات الفيلم (الإنجليزية)